# QLB-06/QLZ-87B
Гранатомёт QLB-06/QLZ-87B имеет двойное обозначение, потому что внутри страны имеет индекс QLB-06, а на экспорт — индекс QLZ-87B.
Боеприпасы: осколочно-фугасные, осколочно-бронебойные, зажигательные. Гранатомёт работает на основе газоотводной автоматики с прямым действием отводимых газов на затворную раму. Он имеет рукоятку взведения затвора, пистолетную рукоятку, оснащён дульным тормозом и буфером отката затворной группы. Запирание ствола происходит поворотом затвора. Режим стрельбы — одиночные выстрелы. Прицельные приспособления состоят из мушки и целика, а также направляющей для крепления 3-кратных оптических или ночных прицелов. Разработан и производиться компанией NORINCO 